# Maidanshahr
Maidanshahr o Maidan Shahr è una città dell'Afghanistan, capoluogo della provincia di Vardak. La sua popolazione, nel 2006, era stimata in 2 400 abitanti.